# Yoshiaki Koizumi
Yoshiaki Koizumi (小泉 歓晃 Koizumi Yoshiaki?), född 29 april 1968 i Mishima, Shizuoka, är en japansk speldesigner, regissör och producent. Han tog examen som en filmskapare från Osaka University of Arts och har arbetat på Nintendo sedan 1991. Koizumi är chef för Tokyo Software Development Group No. 2 inom företagets Entertainment Analysis & Development Division och är känd för sitt arbete med spelserierna Super Mario och The Legend of Zelda.

## Arbete
| Speltitel                                  | År   | Format                              | Roll(er)                                                        |
| ------------------------------------------ | ---- | ----------------------------------- | --------------------------------------------------------------- |
| The Legend of Zelda: A Link to the Past    | 1991 | Super Nintendo Entertainment System | Tryckt konstarbete, manual                                      |
| Super Mario Kart                           | 1992 | Super Nintendo Entertainment System | Illustratör                                                     |
| The Legend of Zelda: Link's Awakening      | 1993 | Game Boy                            | Manusförfattare, berättelse, händelsedesign, bossdesign, manual |
| Super Mario World 2: Yoshi's Island        | 1995 | Super Nintendo Entertainment System | CG-designer                                                     |
| Super Mario 64                             | 1996 | Nintendo 64                         | Assisterande regissör, 3D-animatör                              |
| The Legend of Zelda: Ocarina of Time       | 1998 | Nintendo 64                         | 3D-systemregissör, speldesign, karaktärsdesign, händelsedesign  |
| The Legend of Zelda: Link's Awakening DX   | 1998 | Game Boy Color                      | 1993 års personal: manusförfattare                              |
| Super Smash Bros.                          | 1999 | Nintendo 64                         | Originalpersonal: Mario, Luigi, Link, Yoshi source model        |
| The Legend of Zelda: Majora's Mask         | 2000 | Nintendo 64                         | Spelystemsregissör, speldesign, karaktärsdesign, händelsedesign |
| Super Mario Sunshine                       | 2002 | GameCube                            | Regissör                                                        |
| The Legend of Zelda: The Wind Waker        | 2002 | GameCube                            | Assisterande regissör                                           |
| Donkey Kong: Jungle Beat                   | 2004 | GameCube                            | Regissör                                                        |
| Super Mario Galaxy                         | 2007 | Wii                                 | Regissör, speldesign, berättelse                                |
| Super Smash Bros. Brawl                    | 2008 | Wii                                 | Speciellt tack                                                  |
| New Play Control! Donkey Kong: Jungle Beat | 2008 | Wii                                 | Producent                                                       |
| Flipnote Studio                            | 2008 | Nintendo DSi                        | Producent                                                       |
| Super Mario Galaxy 2                       | 2010 | Wii                                 | Producent                                                       |
| Donkey Kong Country Returns                | 2010 | Wii                                 | Speciellt tack                                                  |
| Super Mario 3D Land                        | 2011 | Nintendo 3DS                        | Producent                                                       |
| The Legend of Zelda: Skyward Sword         | 2011 | Wii                                 | Speciellt tack                                                  |
| Super Mario 3D World                       | 2013 | Wii U                               | Producent                                                       |
| Flipnote Studio 3D                         | 2013 | Nintendo 3DS                        | Producent                                                       |
| Captain Toad: Treasure Tracker             | 2014 | Wii U                               | Speciellt tack                                                  |